# Bariera sunetului
1. Subsonic
2. Mach 1
3. Supersonic
4. Undă de șoc

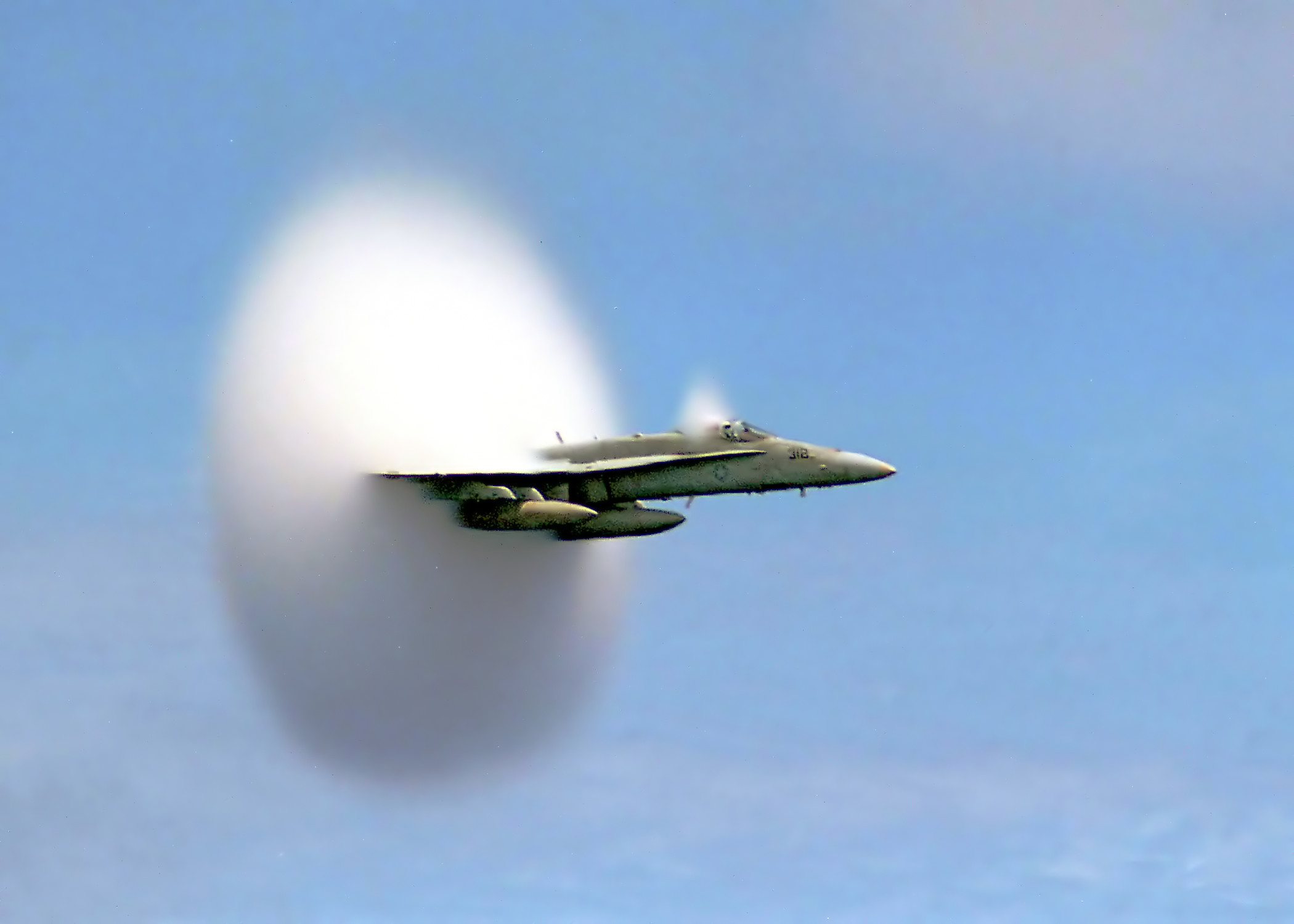
Un avion F/A-18 Hornet al marinei SUA în zbor transsonic. Norul alb supersonic se formează prin scăderea presiunii aerului și a temperaturii în jurul cozii aeronavei (vezi).

Bariera sunetului este creșterea semnificativă a rezistenței aerodinamice și a altor efecte nedorite resimțite de o aeronavă sau alt obiect atunci când se apropie de viteza sunetului. Când aeronavele s-au apropiat pentru prima dată de viteza sunetului, aceste efecte au fost văzute ca fiind o barieră, făcând vitezele mai mari foarte dificil sau imposibil de realizat. Termenul de „bariera sunetului” este uneori folosit și astăzi pentru aeronavele care se apropie de zborul supersonic în acest regim de rezistență mare. Zborul mai rapid decât sunetul produce un bang sonic.
În aer uscat la 20 °C viteza sunetului este de 343 m/s (aproximativ 1234 km/h). Termenul a intrat în uz în timpul celui de Al Doilea Război Mondial, când piloții de avioane de vânătoare de mare viteză au întâlnit efectele compresibilității, o serie de efecte aerodinamice adverse, care a descurajat accelerarea ulterioară, împiedicând aparent zborul la viteze apropiate de viteza sunetului. Aceste dificultăți au reprezentat o barieră în calea zborului la viteze mai mari. În 1947 pilotul de încercare american Chuck Yeager a demonstrat că zborul în siguranță la viteza sunetului era realizabil în aeronave special concepute, depășind astfel bariera. Până în anii 1950 noile modele de avioane de vânătoare atingeau curent viteza sunetului și chiar mai repede.

## Istoric
Unele bice se pot mișca mai repede decât sunetul: vârful biciului depășește această viteză și provoacă un pocnet ascuțit – literalmente un bang sonic. Armele de foc fabricate după secolul al XIX-lea au, în general, o viteză supersonică la gura țevii.
Bariera sunetului ar fi putut fi depășită pentru prima dată de ființe vii acum aproximativ 150 de milioane de ani. Unii paleobiologi afirmă că modelele computerizate ale capacităților lor biomecanice sugerează că anumiți dinozauri cu coadă lungă, cum ar fi Brontosaurus, Apatosaurus și Diplodocus își puteau mișca coada cu viteze supersonice, creând un sunet de trosnet. Această descoperire este teoretică și contestată de alții din domeniu. Meteoriții din atmosfera superioară a Pământului se deplasează de obicei cu o viteză mai mare decât cea de eliberare a Pământului, care este mult mai rapidă decât cea a sunetului.

### Probleme timpurii
Existența barierei sunetului era evidentă pentru aerodinamicieni înainte de a fi disponibile dovezi directe prin aeronave. În special, teoria foarte simplă a profilelor aerodinamice subțiri la viteze supersonice producea o curbă care ducea la rezistență la înaintare infinită la Mach 1, scăzând ulterior cu creșterea vitezei. Acest lucru putea fi observat în testele cu proiectile trase din arme de foc, o metodă comună pentru verificarea stabilității diferitelor forme de proiectile. Pe măsură ce proiectilul încetinea de la viteza inițială și începea să se apropie de viteza sunetului, acesta întâmpina o creștere rapidă a rezistenței și încetinea mult mai rapid. Se înțelegea că rezistența nu devenea infinită sau că ar fi fost imposibil ca proiectilul să depășească Mach 1, dar nu exista o teorie mai bună, iar datele se potriveau într-o oarecare măsură cu teoria. În același timp, vitezele din tunelul aerodinamic în continuă creștere arătau un efect similar pe măsură ce cineva se apropia de Mach 1 dinspre viteze mai mici. În acest caz, însă, nu exista nicio dezvoltare teoretică care să sugereze de ce ar putea să apară acest lucru. Ceea ce s-a observat a fost că creșterea rezistenței nu era lină, ci avea un „colț” distinct unde începea să crească brusc. Această viteză era diferită pentru diferite forme și secțiuni transversale ale aripilor și a devenit cunoscută sub numele de „Mach critic”.
Conform aerodinamicianului britanic W. F. Hilton de la Armstrong Whitworth Aircraft, termenul în sine a fost creat accidental. El făcea demonstrații în ziua anuală de prezentare din 1935 de la National Physical Laboratory, unde a prezentat o diagramă a măsurătorilor din tunelul aerodinamic privind rezistența la înaintare a unei aripi în funcție de viteza aerului. În timpul acestor explicații, el afirma: „Vedeți cum rezistența unei aripi se ridică ca o barieră împotriva unei viteze mai mari, pe măsură ce ne apropiem de viteza sunetului”. A doua zi, ziarele londoneze erau pline de declarații despre o „barieră a sunetului”. Dacă aceasta este sau nu prima utilizare a termenului este discutabil, dar până în anii 1940 utilizarea în industrie era deja obișnuită.
Până la sfârșitul anilor 1930 un rezultat practic al acestui fenomen devenea evident. Deși aeronavele zburau încă cu mult sub Mach 1, în general la jumătate din această viteză în cel mai bun caz, motoarele lor depășeau rapid puterea de 1000 CP. La aceste niveluri de putere, elicele tradiționale cu două pale prezentau în mod clar creșteri rapide ale rezistenței la înaintare. Viteza la vârful unei pale de elice este în funcție de viteza de rotație și lungimea palei. Pe măsură ce puterea motorului creștea, erau necesare pale mai lungi pentru a transforma această putere în tracțiune, funcționând în același timp la cea mai eficientă turație a motorului. Viteza aerului este, de asemenea, în funcție de viteza de înaintare a aeronavei. Când viteza aeronavei este suficient de mare, vârfurile palelor elicei ating viteze transsonice. Undele de șoc care se formează la vârfurile palelor consumă puterea transmisă de arborele care acționează elicea. Pentru a menține tracțiunea, puterea motorului trebuie să compenseze această pierdere și trebuie, de asemenea, să se potrivească cu rezistența la înaintare a aeronavei pe măsură ce aceasta crește odată cu viteza. Puterea necesară este atât de mare încât dimensiunea și greutatea motorului devin prohibitive. Această limitare a vitezei a condus la cercetări privind motoarele cu reacție, în special de către Frank Whittle în Anglia și Hans von Ohain în Germania. Acest lucru a dus, de asemenea, la elice cu un număr tot mai mare de pale, trei, patru și apoi cinci fiind observate în timpul războiului. Pe măsură ce problema a devenit mai bine înțeleasă, a condus și la elice cu pale cu coardă mărită, așa cum se vede (de exemplu) la modelele P-47 Thunderbolt de la sfârșitul războiului.
Totuși, aeronavele cu elice „au reușit” să se apropie de numărul lor Mach critic, diferit pentru fiecare aeronavă, în timpul unui picaj. Acest lucru a dus la numeroase accidente din diverse motive. Zburând cu Mitsubishi A6M Zero, piloții intrau uneori în pământ la putere maximă deoarece forțele care acționau asupra suprafețelor de comandă ale aeronavei lor creșteau rapid și le copleșeau. În acest caz, mai multe încercări de remediere nu au făcut decât să agraveze problema. De asemenea, deformarea cauzată de rigiditatea la torsiune scăzută a aripilor avioanelor Supermarine Spitfire a făcut ca acestea, la rândul lor, să contracareze comenzile de control ale eleroanelor, ducând la o situație cunoscută sub numele de „inversare a comenzilor”. Aceasta a fost rezolvată în modelele ulterioare prin modificări ale aripii. Mai rău, o interacțiune deosebit de periculoasă a curgerii aerului între aripi și suprafețele din spate ale avioanelor P-38 Lightning în picaje a îngreunat redresarea din picaje; într-un zbor de testare din 1941, pilotul de încercare Ralph Virde a fost ucis când avionul a zburat spre sol cu viteză mare. Problema a fost rezolvată ulterior prin adăugarea unei „frâne de picaj” care perturba fluxul de aer în aceste circumstanțe. Flutterul, datorat formării undelor de șoc pe suprafețele curbate a fost o altă problemă majoră, care a dus, în mod celebru, la dezintegrarea unui de Havilland DH 108 și la moartea pilotului său, Geoffrey de Havilland, Jr. la 27 septembrie 1946. Se crede că o problemă similară a fost cauza prăbușirii aeronavei rachetă BI-1⁠(d) din 1943 în Uniunea Sovietică.
Toate aceste efecte, deși în majoritatea privințelor fără legătură, au condus la conceptul de „barieră” care face dificilă depășirea vitezei sunetului de către o aeronavă. Știrile eronate i-au făcut pe majoritatea oamenilor să-și imagineze bariera sunetului ca fiind un „zid” fizic, pe care aeronavele supersonice trebuiau să-l „spargă” cu un vârf ascuțit pe partea din față a fuzelajului. Produsele experților în rachete și artilerie depășeau în mod obișnuit Mach 1, dar proiectanții de aeronave și aerodinamicienii din timpul și după cel de Al Doilea Război Mondial au discutat despre Mach 0,7 ca o limită periculoasă de depășit.

### Revendicări timpurii
În timpul celui de Al Doilea Război Mondial și imediat după aceea s-au făcut o serie de afirmații conform cărora bariera sunetului ar fi fost depășită în picaj. Majoritatea acestor presupuse evenimente pot fi respinse ca erori ale instrumentelor. Vitezometrul tipic folosește diferențele de presiune ale aerului între două sau mai multe puncte de pe aeronavă, de obicei în apropierea botului și în lateralul fuzelajului, pentru a indica viteza. La viteză mare, diversele efecte de compresie care duc la bariera sunetului fac ca vitezometrul să devină neliniar și să producă citiri inexacte, mai mari sau mai mici, în funcție de specificul instalației. Acest efect a devenit cunoscut sub numele de „salt Mach”. Înainte de introducerea machmetrelor⁠(d) măsurătorile exacte ale vitezelor supersonice puteau fi făcute doar de la distanță, în mod normal folosind instrumente terestre. Multe afirmații despre viteze supersonice s-au dovedit a fi mult sub această viteză atunci când au fost măsurate în acest mod.
În 1942 Republic Aviation a emis un comunicat de presă în care declara că locotenenții Harold E. Comstock și Roger Dyar au depășit viteza sunetului în timpul picajelor de probă cu un P-47 Thunderbolt. Este larg acceptat că acest lucru s-a datorat unor citiri inexacte a vitezometrului. În teste similare P-51 Mustang a demonstrat limite la Mach 0,85, fiecare zbor peste Mach 0,84 provocând avarierea aeronavei prin vibrații.

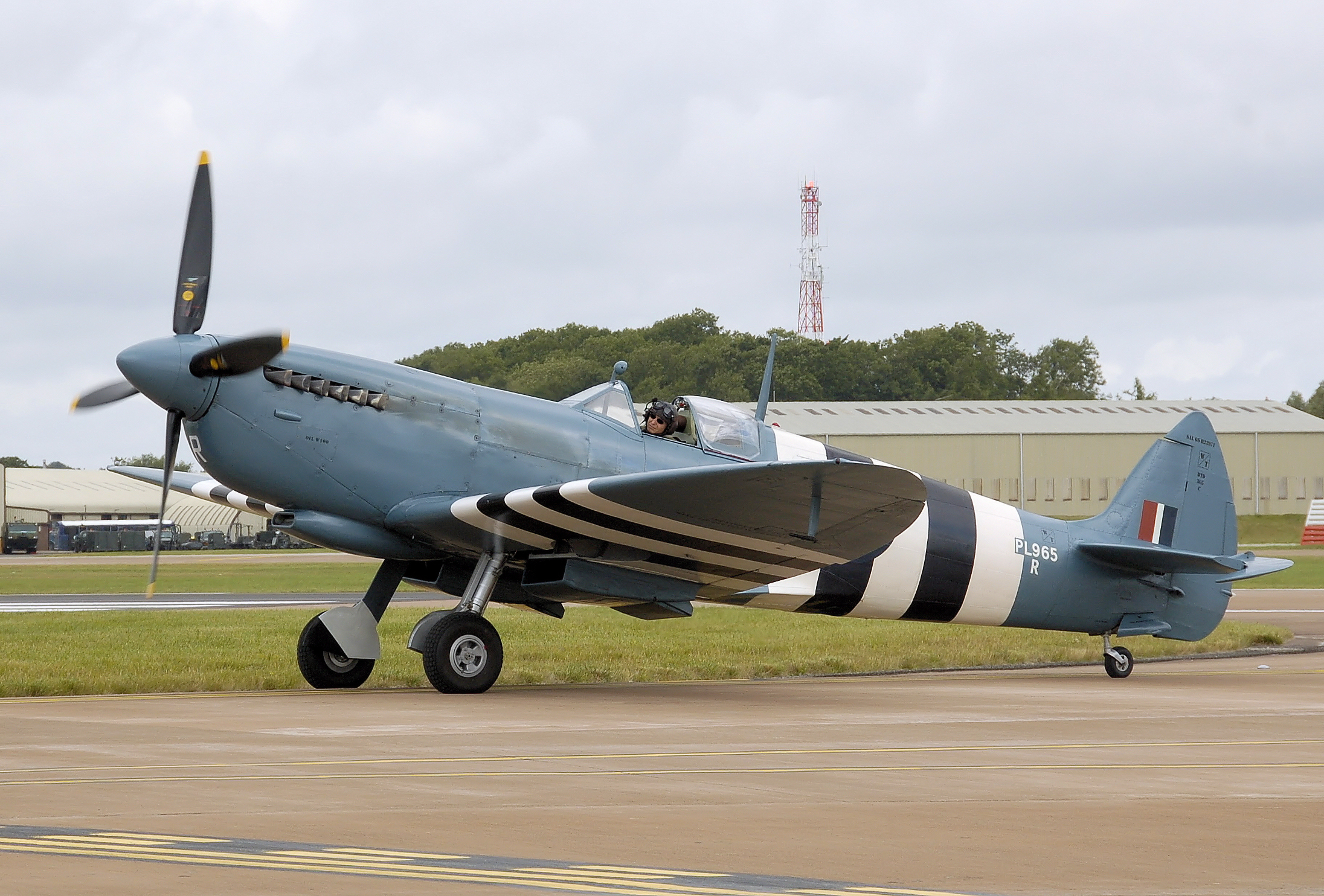
A Spitfire PR Mk XI (PL965) de tipul utilizat în testele de picaj la RAE Farnborough din 1944, în timpul cărora s-a obținut cel mai mare număr Mach de 0,92

Unul dintre cele mai mari numere Mach înregistrate de instrumente pentru o aeronavă cu elice este Mach 0,891 pentru un Spitfire PR XI, pilotat în timpul testelor de picaj la Royal Aircraft Establishment, Farnborough în aprilie 1944. Spitfire-ul, o variantă de recunoaștere, Mark XI, echipat cu un sistem Pitot multiplu extins, a fost pilotat de comandantul de escadrilă J. R. Tobin la această viteză, corespunzătoare unei viteze reale față de aer (cu corectarea erorii de poziție) de 606 mph (967 km/h). Într-un zbor ulterior, comandantul de escadrilă Anthony Martindale a atins Mach 0,92, dar proba s-a încheiat cu o aterizare forțată după ce turația excesivă a deteriorat motorul.
Hans Guido Mutke a afirmat că a depășit bariera sunetului la 9 aprilie 1945 la bordul avionului cu reacție Messerschmitt Me 262. El afirma că vitezometrul său de bord era la capătul de scară, de 1100 km/h. Mutke a raportat nu doar vibrații transsonice, ci și reluarea controlului normal odată ce a fost depășită o anumită viteză, apoi o reluare a vibrațiilor puternice odată ce Me 262 a încetinit din nou. De asemenea, a raportat o stingere a flăcării în motoare.
Această afirmație este contestată pe scară largă, chiar și de piloții din unitatea sa. Toate efectele raportate de el sunt cunoscute ca având loc pe Me 262 la viteze mult mai mici, iar citirea vitezometrului pur și simplu nu este fiabilă în regim transsonic. În plus, o serie de teste efectuate de Karl Doetsch la cererea lui Willy Messerschmitt au constatat că avionul devenea incontrolabil peste Mach 0,86, iar la Mach 0,9 se prăbușea într-un picaj de la care nu se mai putea reveni. Testele RAF de după război au confirmat aceste rezultate, cu o ușoară modificare conform căreia viteza maximă utilizând instrumente noi a fost de Mach 0,84, în loc de Mach 0,86.
În 1999 Mutke a apelat la ajutorul profesorului Otto Wagner de la Universitatea Tehnică din München pentru a efectua teste pe calculator în scopul de a determina dacă aeronava ar putea depăși bariera sunetului. Aceste teste nu exclud această posibilitate, dar lipsesc date precise despre coeficientul de rezistență la înaintare care ar fi necesare pentru a face simulări precise. Wagner a declarat: „Nu vreau să exclud această posibilitate, dar îmi pot imagina că s-ar fi putut afla chiar sub viteza sunetului și a simțit vibrațiile, dar nu a depășit Mach-1”.
O dovadă prezentată de Mutke se află la pagina 13 din Manualul pilotului de Me 262 A-1, emis de Comandamentul Materialelor Aeriene al Sediului Central, Baza Forțelor Aeriene Wright-Patterson, Dayton, Ohio, ca Raportul nr. F-SU-1111-ND din 10 ianuarie 1946:
„Se raportează că s-au atins viteze de 950 km/h într-un picaj la 20° până la 30° față de orizontală. Nu s-au efectuat picaje verticale. La viteze de 950 până la 1000 km/h, curgerea aerului din jurul aeronavei atinge viteza sunetului și se raportează că suprafețele de comandă nu mai stabilesc direcția de zbor. Rezultatele variază în funcție de avion: unele se înalță și pică, în timp ce altele pică treptat. De asemenea, se raportează că, odată ce viteza sunetului este depășită, această situație dispare și controlul normal este restabilit.”
Comentariile despre restabilirea controlului zborului și încetarea vibrațiilor peste Mach 1 sunt foarte semnificative într-un document din 1946. Totuși, nu este clar de unde provin acești termeni, deoarece se pare că piloții americani nu au efectuat astfel de teste.
În cartea sa din 1990, Me-163, fostul pilot al Messerschmitt Me 163 „Komet”, Mano Ziegler, susține că prietenul său, pilotul de testare Heini Dittmar, a depășit bariera sunetului în timp ce efectua un picaj cu avionul rachetă și că mai multe persoane de la sol au auzit bangurile sonice. El susține că în 6 iulie 1944, Dittmar, pilotând un Me 163B V18, purtând codul alfabetic VA+SP, a fost măsurat evoluând cu o viteză de 1130 km/h. Totuși, nu există nicio dovadă a unui astfel de zbor în niciunul dintre materialele din acea perioadă, care au fost capturate de forțele aliate și studiate pe larg. Dittmar fusese înregistrat oficial cu 1004,5 km/h în zbor orizontal la 2 octombrie 1941, în prototipul Me 163A V4. El a atins această viteză la o viteză mai mică decât cea maximă, deoarece era îngrijorat de vibrațiile transsonice. Dittmar însuși nu susține că a depășit bariera sunetului în acel zbor și notează că viteza a fost înregistrată doar pe vitezometru. Totuși, își asumă meritul de a fi primul pilot care „a depășit bariera sunetului”.
Există o serie de vehicule fără echipaj care au zburat la viteze supersonice în această perioadă. În 1933 proiectanții sovietici care lucrau la concepte de statoreactoare au folosit motoare alimentate cu fosfor lansate din tunurile de artilerie pentru a fi aduse la viteze operaționale. Este posibil ca acest lucru să fi realizat performanțe supersonice de până la Mach 2, dar acest lucru nu s-a datorat exclusiv motorului în sine. În schimb, racheta balistică germană V-2 a depășit curent bariera sunetului în zbor, pentru prima dată la 3 octombrie 1942. Până în septembrie 1944 rachetele V-2 au atins curent Mach 4 (1200 m/s) în timpul coborârii finale.

### Depășirea barierei sunetului

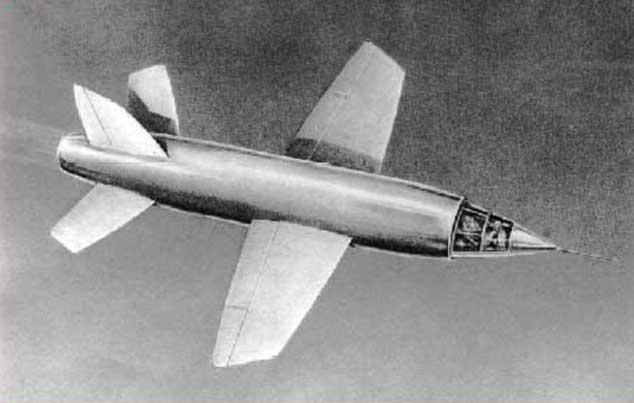
Prototipul turboreactorului Miles M.52, conceput pentru a realiza un zbor supersonic orizontal

În 1942 Ministerul Aviației din Regatul Unit a început un proiect ultrasecret cu Miles Aircraft pentru a dezvolta prima aeronavă din lume capabilă să depășească bariera sunetului. Proiectul a dus la realizarea prototipului de avion turboreactor Miles M.52, proiectat să atingă 1000 mph (417 m/s; 1.600 km/h) (peste dublul recordului de viteză existent) în zbor orizontal și să urce la o altitudine de 36.000 ft (11 km) într-un minut și 30 de secunde.
În prototipul M.52 au fost încorporate o serie de caracteristici avansate, rezultate din consultarea unor experți guvernamentali cu cunoștințe avansate privind aerodinamica supersonică. În special, prototipul avea un bot conic, pentru o rezistență supersonică redusă, și borduri de atac ascuțite ale aripilor. Prototipul avea aripi foarte subțiri, cu secțiune biconvexă, propuse de Jakob Ackeret pentru o rezistență la înaintare redusă. Vârfurile aripilor au fost „tăiate” pentru a le ține departe de unda de șoc conică generată de botul aeronavei. Fuzelajul avea un diametru de 1,5 metri, cu un rezervor de combustibil inelar în jurul motorului.

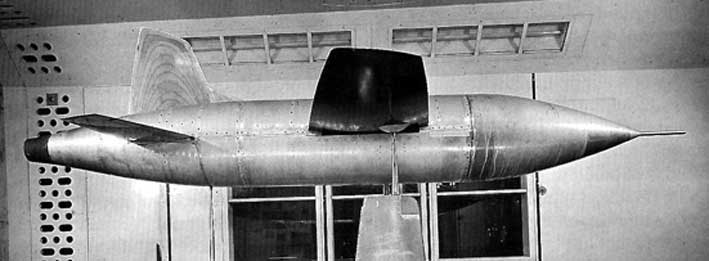
Unul dintre modelele Vickers supuse testelor supersonice în tunelul aerodinamic la Royal Aircraft Establishment (RAE) în jurul anului 1946

O altă inovație a fost utilizarea unui stabilizator comandat, acționat electric, modificare cheie pentru controlul zborului transsonic și supersonic, care diferea de suprafețele din coadă tradiționale articulate (stabilizator + profundor), cu profundorul legat mecanic de manșă. Suprafețele de comandă convenționale au devenit ineficiente la vitezele subsonice mari atinse atunci de avioanele de vânătoare în picaj, din cauza forțelor aerodinamice cauzate de formarea undelor de șoc la articulație și de deplasarea înapoi a centrului de presiune, care împreună puteau anula forțele de comandă care puteau fi aplicate mecanic de către pilot, împiedicând recuperarea din picaj. Un impediment major în calea zborului transsonic timpuriu a fost „inversarea comenzilor”, un fenomen care determina schimbarea efectului comenzilor de zbor (manșă, palonier) la viteză mare; a fost cauza multor incidente și accidente. Un stabilizator comandat este necesar pentru ca o aeronavă să treacă în siguranță prin intervalul de viteză transsonică, fără a se pierde controlul de către pilot. Miles M.52 a fost primul exemplu al acestei soluții, care a fost aplicată universal de atunci.
Inițial, aeronava urma să folosească cel mai recent motor al lui Frank Whittle, Power Jets W.2/700, cu care ar fi atins viteza supersonică doar într-un ușor picaj. Pentru a realiza o versiune complet supersonică a aeronavei, s-ar fi obținut o tracțiune suplimentară prin adăugarea augmentatorului nr. 4, care oferea un debit de aer suplimentar de la un ventilator cu conducte și reîncălzire în spatele ventilatorului.
Deși în cele din urmă proiectul a fost anulat, cercetarea a fost folosită pentru a realiza un model fără echipaj la scara de 30 % al modelului M.52, care a atins în octombrie 1948 o viteză de Mach 1,38 într-un zbor de încercare orizontal controlat, transsonic și supersonic. Aceasta a fost o realizare unică la acea vreme, care a oferit „o oarecare validare a aerodinamicii modelului M.52 pe care se baza modelul”.
Între timp, piloții de încercare au atins viteze mari în avionul fără coadă⁠(d) cu aripă săgeată de Havilland DH 108. Unul dintre ei a fost Geoffrey de Havilland, Jr., care a murit la 27 septembrie 1946 când DH 108-ul său s-a rupt la aproximativ Mach 0,9. John Derry a fost numit "primul pilot supersonic britanic" în urma picajului cu un DH 108 la 6 septembrie 1948.

### Prima aeronavă care a depășit oficial bariera sunetului
Ministerul Aerului britanic a semnat un acord cu SUA pentru a face schimb de date și proiecte de cercetare pentru zbor la viteză mare, inclusiv cele pentru M.52, cu cercetări americane echivalente, dar SUA au încălcat acordul și nu s-a primit nimic în schimb.

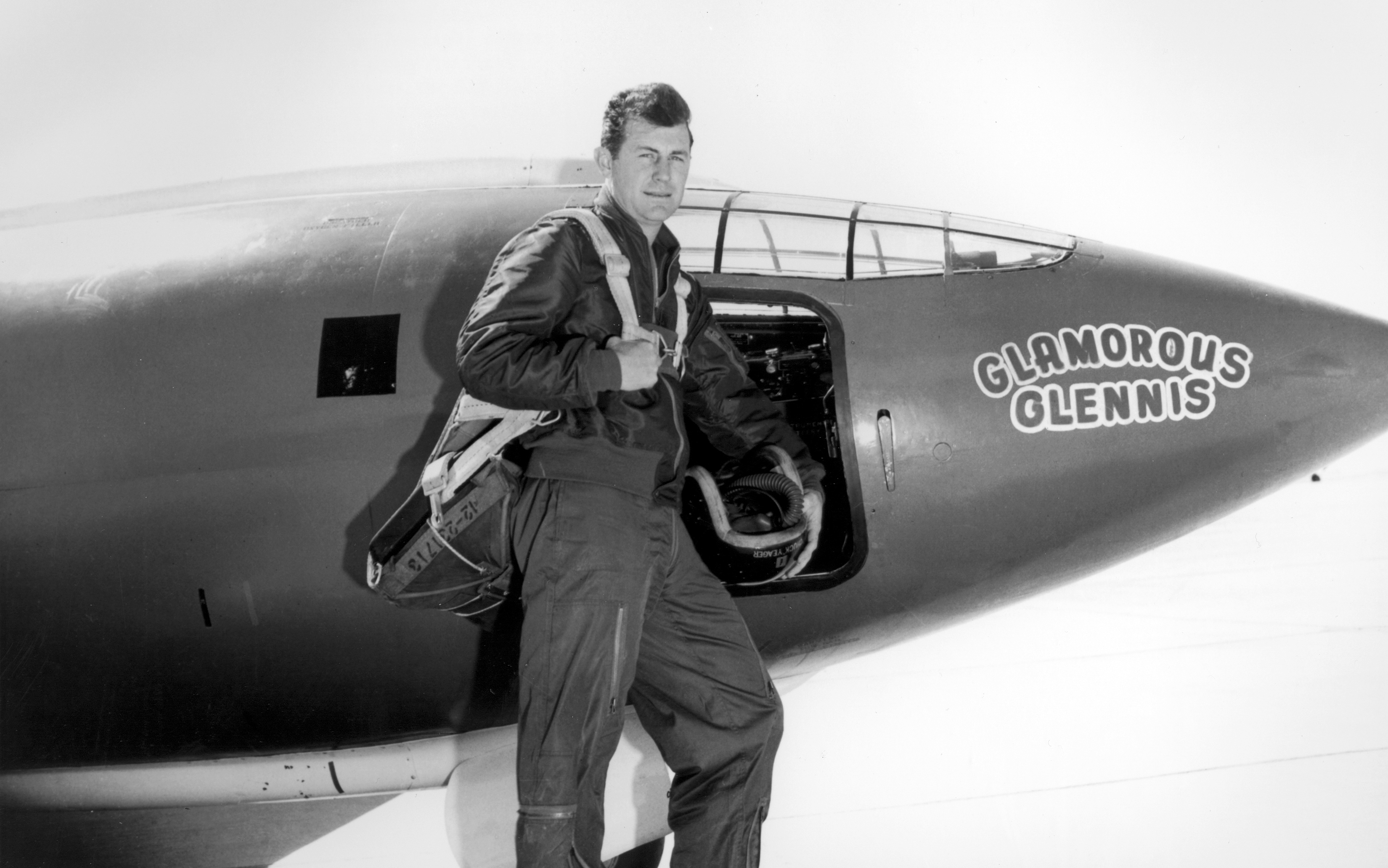
Chuck Yeager în fața lui Bell X-1, prima aeronavă care a depășit bariera sunetului în zbor orizontal

Bell X-1, prima aeronavă americană cu echipaj echipat construită pentru a depăși bariera sunetului, era similară vizual cu Miles M.52, dar cu o coadă orizontală montată mai sus pentru a o ține departe de siajul aripii. Comparativ cu coada complet mobilă de pe M.52, X-1 folosea o coadă convențională cu profundoare, dar cu un stabilizator mobil pentru a menține controlul la trecerea prin bariera sunetului. Cu X-1, Chuck Yeager a devenit prima persoană care a făcut acest lucru în zbor orizontal, la 14 octombrie 1947, zburând la o altitudine de 45.000 ft (13,7 km). George Welch a făcut o afirmație plauzibilă, dar oficial neverificată, că a depășit bariera sunetului la 1 octombrie 1947, în timp ce pilota un XP-86. De asemenea, el a susținut că și-a repetat zborul supersonic la 14 octombrie 1947, cu 30 de minute înainte ca Yeager să depășească bariera sunetului la bordul avionului Bell X-1. Deși dovezile provenite de la martori și instrumente sugerează cu tărie că Welch a atins viteza supersonică, zborurile nu au fost monitorizate corespunzător și nu sunt recunoscute oficial. XP-86 a atins oficial viteza supersonică la 26 aprilie 1948.
La 14 octombrie 1947, la mai puțin de o lună după ce Forțele Aeriene ale Statelor Unite fuseseră create ca serviciu separat, testele au culminat cu primul zbor supersonic cu echipaj uman, pilotat de căpitanul Forțelor Aeriene Charles „Chuck” Yeager la bordul aeronavei nr. 46-062, pe care o botezase „Glamorous Glennis”. Aeronava, propulsată de rachete, a fost lansată din cala bombelor unui B-29 special modificat și a planat până la aterizare pe o pistă. Zborul XS-1 numărul 50 este primul în care X-1 a înregistrat un zbor supersonic, cu o viteză maximă de Mach 1,06 (361 m/s, 1299 km/h).
Ca urmare a primului zbor supersonic al X-1, Asociația Națională de Aeronautică a votat Trofeul Collier din 1947, care urma să fie împărțit între cei trei participanți principali la program. Larry Bell pentru Bell Aircraft, căpitanul Yeager pentru pilotarea zborurilor și John Stack pentru contribuțiile la NACA au fost onorați la Casa Albă de către președintele Harry S. Truman.

### Înțelegerea barierei sunetului
Pe măsură ce știința zborului la viteză mare a devenit mai înțeleasă, o serie de schimbări au condus la înțelegerea finală a faptului că „bariera sunetului” este ușor de depășit, în condițiile potrivite. Printre aceste schimbări s-au numărat introducerea aripilor subțiri în formă de săgeată, a legii ariilor⁠(d) și a motoarelor cu performanțe din ce în ce mai mari. Până în anii 1950 multe avioane de luptă puteau depăși în mod obișnuit bariera sonoră în zbor orizontal, deși adesea aveau probleme cu comenzile. Avioanele moderne pot traversa „bariera” fără probleme cu comenzile.
Până la sfârșitul anilor 1950 problema era atât de bine înțeleasă încât multe companii au început să investească în dezvoltarea de avioane supersonice, sau de transport supersonic⁠(d), crezând că acesta este următorul pas „natural” în evoluția avioanelor de linie. Totuși, acest lucru nu s-a întâmplat încă. Deși Concorde și Tupolev Tu-144 au intrat în serviciu în anii 1970, ambele au fost ulterior retrase fără a fi înlocuite cu modele similare. Ultimul zbor al unui Concorde în serviciu a avut loc în 2003. În ciuda unei renașteri a interesului în anii 2010, în 2025 nu existau avioane supersonice comerciale în serviciu.
Deși Concorde și Tu-144 au fost primele aeronave civile pentru transportul pasagerilor cu viteze supersonice, acestea nu au fost primele sau singurele avioane civile care au depășit bariera sunetului. La 21 august 1961, un Douglas DC-8 a depășit bariera sunetului (295 m/s = 1062 km/h în tropopauză) la Mach 1,012 în timp ce se afla într-un picaj controlat de la altitudinea de 16000 m până la 12500 m. Scopul zborului a fost de a obține date despre un nou design al bordului de atac al aripilor.

### Depășirea barierei sunetului cu un vehicul terestru
La 12 ianuarie 1948 o rachetă Northrop fără echipaj a devenit primul vehicul terestru care a depășit bariera sunetului. La o instalație militară de încercări de la Baza Forțelor Aeriene Muroc (acum Edwards AFB), California, a atins o viteză maximă de 1640 km/h înainte de a sări de pe șine.
la 15 octombrie 1997, într-un vehicul proiectat și construit de o echipă condusă de Richard Noble, pilotul Andy Green (ofițer al RAF) a devenit prima persoană care a depășit bariera sunetului într-un vehicul terestru, în conformitate cu regulile Federației Internaționale de Automobilism. Vehiculul, numit ThrustSSC („Super Sonic Car”), a stabilit recordul la 50 de ani și o zi după primul zbor supersonic al lui Chuck Yeager.

### Depășirea barierei sunetului ca proiectil uman

#### Felix Baumgartner
În octombrie 2012, Felix Baumgartner, împreună cu o echipă de oameni de știință și sponsorul Red Bull, au încercat cea mai de sus săritură cu parașuta înregistrată vreodată. Proiectul prevedea ca Baumgartner să încerce să sară de la 36.580 m (120.000 ft) dintr-un balon cu heliu și să devină primul parașutist care a depășit bariera sunetului. Lansarea a fost programată pentru 9 octombrie 2012, dar a fost anulată din cauza vremii nefavorabile; ulterior, capsula a fost lansată la 14 octombrie. Saltul lui Baumgartner a marcat și cea de-a 65-a aniversare a încercării reușite a pilotului de încercare american Chuck Yeager de a depăși bariera sunetului într-o aeronavă.
Baumgartner a aterizat în estul statului New Mexico după ce a sărit de la înălțimea de 39.045 m (128.100 ft, record mondial), și a depășit bariera sunetului în timp ce plonja cu viteze de până la 1342 km/h (Mach 1,26). În conferința de presă de după săritura sa s-a anunțat că a fost în cădere liberă timp de 4 minute și 18 secunde, a doua cea mai lungă cădere liberă după săritura din 1960 a lui Joseph Kittinger, care a durat 4 minute și 36 de secunde.

#### Alan Eustace
În octombrie 2014 Alan Eustace, prim-vicepreședinte al Google, a doborât recordul lui Baumgartner pentru cea mai înaltă săritură cu parașuta și, în acest proces, a depășit și bariera sunetului. Totuși, deoarece în saltul său Eustace a folosit o parașută de frânare, în timp ce Baumgartner nu, recordurile lor de viteză verticală și distanță de cădere liberă rămân în categorii diferite.